# Jane Sunderland
Jane Sunderland (Lancaster, 9 settembre 1952) è una linguista e drammaturga britannica.
Nel 2019 è professore onorario presso il Dipartimento di linguistica e lingua inglese dell'Universita di Lancaster, Regno Unito. La sua ricerca si concentra su lingua e genere, identità e apprendimento delle lingue e analisi del discorso critico.

## Carriera
Tra il 1988 e il 1991 Sunderland è stato tutor presso l'Institute for English Language Education, Università di Lancaster.
Tra il 2000 e il 2012 Sunderland è stato direttore degli studi di dottorato in linguistica applicata per tesi e corsi presso la Università di Lancaster.
Il 27 novembre 2006, l'analisi di Sunderland sul fatto che le donne parlino più degli uomini è stata pubblicata su The Guardian. L'analisi di Sunderland ha rilevato che non c'erano differenze sostanziali tra la quantità di parole usate da entrambi i sessi durante un giorno. L'analisi ha messo in discussione il libro più venduto, The Female Brain di Louann Brizendine .
Tra il 2006 ed il 2008 Sunderland è stata Presidente dell'International Gender and Language Association (IGALA).
Nel 2007 Sunderland ha ricevuto il premio National Teaching Fellow per il suo lavoro nell'avvio dello sviluppo e della gestione del dottorato di ricerca in linguistica applicata per tesi e corsi e dottorato di ricerca in programmi di linguistica applicata.

## Ricerca
La ricerca di Sunderland si è concentrata su lingua e genere e analisi del discorso critico. Più precisamente, la sua ricerca si concentra sulla lingua e genere nei contesti africani; la rappresentazione di genere e sessualità nei libri illustrati per bambini e nei libri di testo in lingua; genere e sessualità in classe linguistica.

## Premi
- 2007: National Teaching Fellowship.[7]

## Pubblicazioni
Sunderland ha pubblicato su diverse importanti riviste come Visual Communication, Language and Literature, Journal of Pragmatics, Gender and Education, ELT Journal, System, Language Teaching Research, Discourse and Society, Language Teaching, Language and Education, Linguistics and Education and Gender and Linguaggio.

### Libri
- Sunderland, J. (2004). Gendered Discourses. Basingstoke: Palgrave Macmillan. doi:
- Sunderland, J. (2006). Gender and Language: an advanced resource book. London: Routledge.
- Sunderland, J. (2010). Language, Gender and Children's Fiction. London: Continuum.
- Sunderland, J. (2024). Grasper, Keeper and Flossy: the Bronte family dogs in fact and in fiction. Ethics International Press.

### Articoli
- Sunderland, J. (1991). The decline of man. Journal of Pragmatics 16, 505-522.
- Sunderland, J. (1992). Gender in the EFL classroom. ELT Journal 46(1), 81-91.
- Sunderland, J. (1998). Girls being quiet: A problem for foreign language classrooms? Language Teaching Research 2(1), 48-62.
- Sunderland, J. (2000). Baby entertainer, bumbling assistant and line manager: discourses of fatherhood in parentcraft texts. Discourse and Society 11(2),  249-274.
- Sunderland, J. (2000). New understandings of gender and language classroom research: texts, teacher talk and student talk. Language Teaching Research 4(2), 149-173.
- Sunderland, J. (2000). State of the art review article: Gender, language and language education. Language Teaching 33(4), 203-223.
- Sunderland, J., & Mcglashan, M. (2012). The linguistic, visual and multimodal representation of two-Mum and two-Dad families in children's picturebooks. Language and Literature, 21(2), 189-210.
- Sunderland, J. (2012). “Brown Sugar”: the textual construction of femininity in two “tiny texts”. Gender and Language, 6(1), 105–129.
- Sunderland, J., & Mcglashan, M. (2013). Looking at picturebook covers multimodally: the case of two-mum and two-dad picturebooks. Visual Communication, 12(4), 473-496. doi:

## Opere teatrali
- The Lament of Dorothy Wordsworth (2017) [8]